# Estanislao López

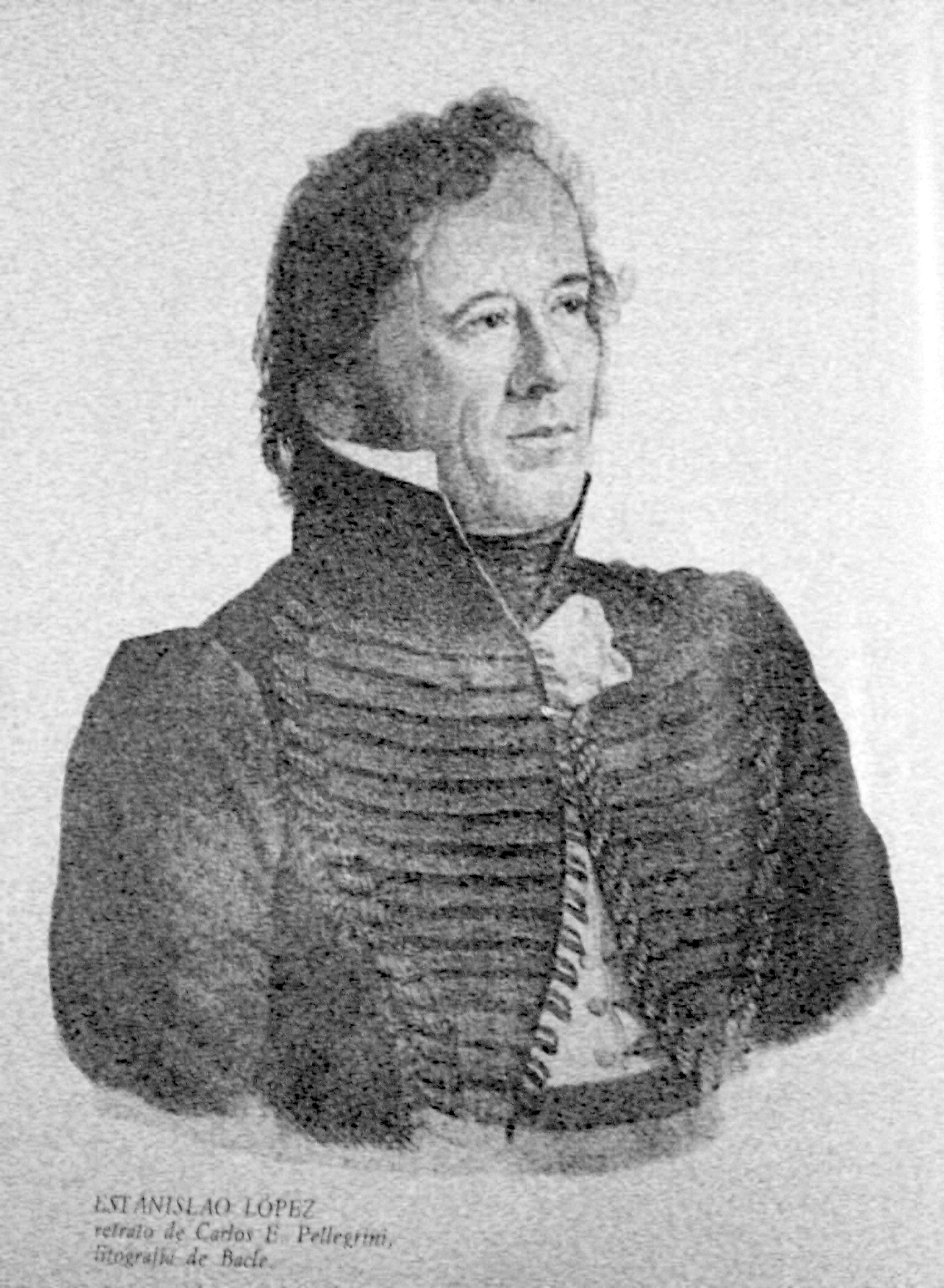
Estanislao López, desenho de Pellegrini, litografia de Bacle.

Estanislao López (Santa Fé, 26 de novembro de 1786 — Santa Fé, 15 de junho de 1838) foi um caudilho e militar argentino, governador da provincia de Santa Fé entre 1818 e 1838, um dos principais defensores do federalismo provincial e associado de Juan Manuel de Rosas durante a Guerra Civil Argentina. É considerado uma figura icônica em Santa Fé e um dos atores políticos mais influentes nos conflitos argentinos das décadas de 1820 e 1830.